# Guerra ispano-sudamericana
La guerra ispano-sudamericana, chiamata in Cile e in Perù guerra contro la Spagna e in Spagna guerra del Pacifico, fu un conflitto bellico combattuto sulle coste cilene e peruviane nel quale si affrontarono da un lato la Spagna, dall'altro il Cile e il Perù, oltre che Bolivia ed Ecuador, che però non presero direttamente parte agli eventi bellici.
Il conflitto diplomatico tra Spagna e Perù cominciò a seguito del cosiddetto “incidente di Talambo”: proprio nel momento in cui una spedizione scientifica e diplomatica spagnola navigava lungo le coste americane del Pacifico si verificò uno scontro tra i lavoratori spagnoli di una fattoria e il proprietario terriero peruviano Manuel Salcedo, che si concluse con un bilancio di un morto e diversi feriti. Le notizie che arrivarono alla flotta in navigazione e nella penisola iberica erano confuse ed esagerate, per cui il governo spagnolo chiese spiegazioni. I fraintendimenti diplomatici tra il governo peruviano e l'inviato spagnolo, uniti alle informazioni parziali che quest'ultimo diede alla flotta, portarono nel 1864 all'occupazione spagnola delle isole Chincha, situate nei pressi della costa peruviana. Nonostante gli accordi iniziali firmati dai due governi per la ricerca di una soluzione pacifica, il cambio di governo in Perù, causato da un colpo di Stato, portò alla ricusazione dell'intesa pattuita.
Il Cile intervenne nel conflitto rifiutandosi di rifornire le navi spagnole, e dichiarando in seguito la guerra alla Spagna come risposta a un ultimatum di questa il 25 settembre 1865; il Perù dichiarò guerra il 13 dicembre, e nel 1866 la Spagna ricevette le dichiarazioni di guerra dell'Ecuador (30 gennaio) e della Bolivia (22 marzo).
Le azioni di guerra si succedettero tra il 1865 e il 1866, producendo le battaglie navali di Papudo, Abtao, il bombardamento di Valparaíso e la battaglia del Callao. Le ostilità terminarono nel 1866 e si giunse a un armistizio nel 1871. I trattati di pace furono firmati in forma bilaterale tra ogni paese sudamericano e la Spagna nel 1879 (Perù e Bolivia), nel 1883 (Cile) e nel 1885 (Ecuador).

## Antefatti

### Contesto storico
Nell'ottobre del 1862 il maresciallo Ramón Castilla y Marquesado terminò il suo mandato come presidente del Perù. Come risultato delle elezioni popolari, assunse l'incarico il generale Miguel de San Román, che morì il 3 marzo 1863 senza terminare il suo mandato. Gli successe provvisoriamente prima lo stesso maresciallo Castilla e poi il generale Pedro Diez Canseco, fino a che arrivò da Parigi il vicepresidente, generale Juan Antonio Pezet, che in accordo con la Costituzione, si fece carico del governo il 5 agosto.
Durante la presidenza di Pezet ebbe luogo a Lima nel 1864 il Secondo Congresso Americano, a continuazione di quello che si era tenuto nella stessa città tra il 1847 e il 1848, al quale avevano dato impulso le preoccupazioni sorte dopo il trattato di Londra, che aveva concordato un intervento comune delle potenze europee contro il Messico, e l'annessione di Santo Domingo alla Spagna. La politica estera del Perù, volta a unire gli sforzi di tutti gli stati iberoamericani per una difesa comune della propria indipendenza, era riuscita a dare al Paese il prestigio per convocare una nuova assemblea che avrebbe dovuto raggiungere una serie di accordi sulla base degli interessi comuni.
In Spagna governava il gabinetto di Unione Liberale del generale Leopoldo O'Donnell, con l'approvazione della regina Isabella II. In politica estera, questo aveva promosso alcune azioni chiamate “di prestigio” o di “esaltazione patriottica” che avevano goduto di un ampio appoggio popolare; tra queste figuravano la spedizione franco-spagnola in Cocincina (1857-1862), l'intervento in Marocco che aveva consolidato il possesso di Ceuta e Melilla (1859-1860), l'annessione di Santo Domingo nel 1861 e la spedizione anglo-franco-spagnola in Messico (1862). L'avventurismo militare di O'Donnell, visto da alcuni come un irrazionale tentativo di riguadagnare alla Spagna un prestigio perso con la maggior parte del suo impero coloniale, da altri è giudicato coerente con la difesa dei grandi interessi economici legati soprattutto all'industria dello zucchero a Cuba, con conseguente appoggio al suo status schiavista.
Nel 1862 la Spagna inviò una spedizione scientifica e diplomatica sulla costa occidentale americana, la cosiddetta Commissione Scientifica del Pacifico, che sarebbe stata scortata da quattro navi da guerra. Il motivo che portò il governo di Madrid a questa soluzione va ricercato nel tentativo di difendere gli interessi nazionali verso le colonie da poco perdute.
Le relazioni tra Spagna e Perù, dopo l'indipendenza di quest'ultimo, si erano rese diplomaticamente complicate dal fatto che il governo peninsulare esigeva il pagamento di risarcimenti ai sudditi spagnoli per i danni economici subiti durante e dopo la guerra di indipendenza. I tentativi di risolvere la questione avevano fallito il loro obbiettivo e nel 1862 il Perù non era ancora stato formalmente riconosciuto da Madrid, che però aveva accettato, d'accordo con Lima, l'invio di rispettivi rappresentanti consolari. Mentre la spedizione spagnola si trovava in piena navigazione, il governo peruviano rifiutò le credenziali al nuovo viceconsole spagnolo, José Merino Ballesteros, colpevole di aver criticato apertamente un discorso del presidente insediato a Lima.

### La spedizione scientifica e diplomatica

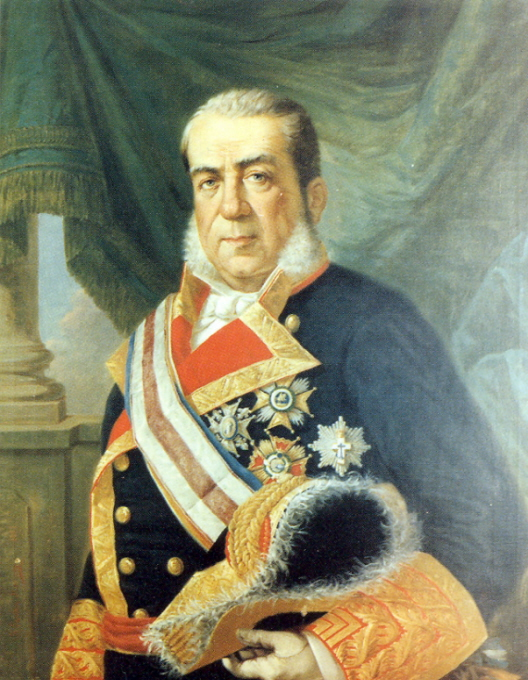
L'ammiraglio Luis Hernández-Pinzón Álvarez

Le imbarcazioni della Armada Española che facevano parte della spedizione erano le fregate gemelle ad elica Triunfo e Resolución, la corvetta ad elica Vencedora e la goletta a elica Virgen de Covadonga. Al comando della squadra navale fu posto l'ammiraglio Luis Hernández-Pinzón Álvarez.
Il 10 agosto 1862 salparono da Cadice la Triunfo e la Resolución, che arrivarono a Rio de Janeiro il 6 ottobre. Ai primi di novembre la squadra giunse a Montevideo, dove si aggiunse loro la Covadonga. Disobbedendo agli ordini ricevuti, che gli impartivano di passare al largo di Capo Horn, Pinzón cerco di attraversare lo stretto di Magellano ma fu costretto a retrocedere per la forza dei venti; riparata alle isole Falkland, la squadriglia spagnola dovette attendere qui due mesi i rifornimenti provenienti dall'Uruguay e la riparazione del timone della Resolución. Ai primi di maggio del 1863 la flottiglia giunse a Valparaíso attraverso Capo Horn venendo accolta con amicizia da autorità e popolazione.
Salpate il 13 giugno, le due fregate arrivarono al Callao il 10 luglio, dove i marinai spagnoli vennero accolti dal presidente provvisorio Diez Canseco. In seguito partirono verso Guayaquil e Panama; decidendo di lasciare indietro la Covadonga, che avrebbe fatto ritardare troppo il viaggio, l'ammiraglio spagnolo si spinse fino a San Francisco, dove le due navi attraccarono tra settembre e ottobre. Durante il viaggio di ritorno verso il Perù, Pinzón ricevette alcune notizie riguardanti il cosiddetto “incidente di Talambo”.

### L'incidente di Talambo
Bisognoso di manodopera da impiegare nei campi, il governo peruviano cercava di promuovere l'immigrazione da altri paesi, tra i quali la Spagna; l'arrivo di un primo contingente di coloni baschi era stato pianificato nel 1859 dal proprietario terriero Manuel Salcedo, che aveva una vasta tenuta coltivata principalmente a cotone a Talambo, nella provincia di Chiclayo. Al loro arrivo in Perù, tuttavia, i lavoratori baschi si trovarono costretti a firmare un contratto modificato unilateralmente da Salcedo a proprio favore e andarono incontro a condizioni di vita e di lavoro insopportabili, che provocarono tra l'altro un alto numero di decessi.
Il 4 agosto 1863 uno dei coloni, Marcial Miner, si stava recando presso l'abitazione di Salcedo per richiedere a nome dei lavoratori il ripristino degli accordi stipulati in Spagna, quando incontrò il possidente terriero a cavallo. Il tentativo di discutere sfociò presto in un alterco; Salcedo colpì Miner e quest'ultimo minacciò il latifondista con una pietra. Salcedo affidò all'amministratore della fattoria, Carmen Valdez, il compito di reclutare uomini armati nel vicino villaggio di Chepén, dopodiché accolse nella sua abitazione una delegazione di coloni; quando questi fecero per uscire, si trovarono di fronte gli uomini armati di Valdez, che intimarono loro di consegnare Miner. Il rifiuto dei coloni diede origine ad uno scontro armato, nel quale rimase vittima il basco Juan Miguel Ormázabal.
Il giudice di Chepén fece arrestare tutti i coloni presenti al fatto, limitandosi a interrogare Salcedo e i suoi uomini. Il 2 ottobre, il tribunale di Chiclayo condannò due coloni baschi, ma la Corte Suprema di La Libertad annullò la sentenza e incriminò Salcedo e il giudice di Chepén. La sentenza fu però ancora una volta ribaltata il 13 febbraio 1864 dalla Corte Suprema di Giustizia, che ristabilì la prima sentenza. L'ammiraglio Pinzón, informato degli avvenimenti, mandò la Covadonga a Pacasmayo con l'obbiettivo di raccogliere i coloni baschi, mentre la comunità spagnola presente in Perù mandò alla flotta una serie di petizioni con la richiesta di non abbandonare le coste sudamericane.

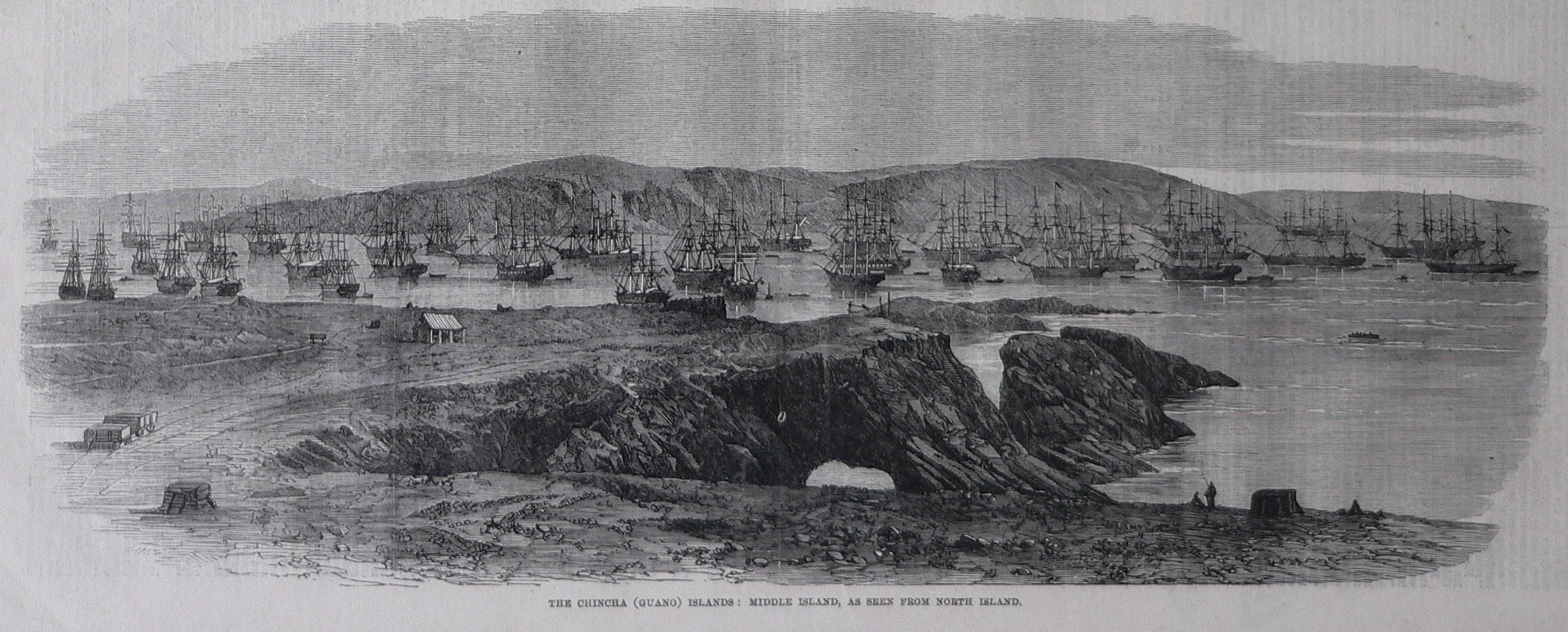
Vista delle isole Chincha. The Illustrated London News, 21 febbraio 1863.

In questo contesto comparve il deputato liberale spagnolo Eusebio Salazar y Mazarredo, che si offrì di portare personalmente la corrispondenza della flotta a Madrid. Salazar tornò a Lima con l'incarico di “Ministro di Sua Maestà in Bolivia e Commissario Straordinario per il Perù”. Le sue credenziali non furono però accettate dal governo di Lima, che giudicava quella di “Commissario” una funzione di tipo coloniale; a questa contestazione Salazar rispose con una nota dai toni duri e minacciosi, nonostante avesse in realtà ricevuto da Madrid istruzioni per giungere ad un accordo.

### Occupazione delle isole Chincha e arrivo dei rinforzi spagnoli
Salazar si imbarcò sulla Covadonga per incontrare al largo l'ammiraglio Pinzón, al quale però consegnò solo uno dei plichi di ordini portati da Madrid, quello in cui gli veniva data disposizione di difendere l'onore della Spagna; l'altro, nel quale si dava disposizione di cercare la pace e di evitare, quando possibile, le azioni di forza, non fu consegnato. Due giorni dopo, il 14 aprile, la flotta occupò le isole Chincha al largo della costa peruviana, importante fonte di guano; nell'azione, incruenta, gli spagnoli catturarono la nave da guerra peruviana Iquique e posero agli arresti il governatore delle isole, Ramón Valle Riesta. Pinzón e Salazar emanarono un proclama nel quale affermavano di essere pronti ad occupare ogni isola peruviana e di considerare il guano delle isole Chincha un'ipoteca per il pagamento dei crediti che la Spagna esigeva dal governo di Lima. La risposta del Perù fu sulle prime abbastanza debole; il 20 aprile si riunì il corpo diplomatico straniero presente a Lima con l'intento di proporre una mediazione, alla quale il presidente Juan Antonio Pezet rispose positivamente, a patto che fossero riconsegnati al Perù le isole e la nave catturata, e ne fosse salutata la bandiera da parte della flotta spagnola.
Pinzón e Salazar furono disposti ad esaudire solo la richiesta di restituzione della nave; questa soluzione fu però respinta da Pezet, in mancanza delle altre due condizioni, e le relazioni tra i due Paesi andarono ancor più deteriorandosi. Il 9 settembre 1864, il Congresso peruviano autorizzò il presidente a dichiarare guerra alla Spagna, ma Pezet, consapevole della sproporzione delle forze in campo, non considerò tale opzione.

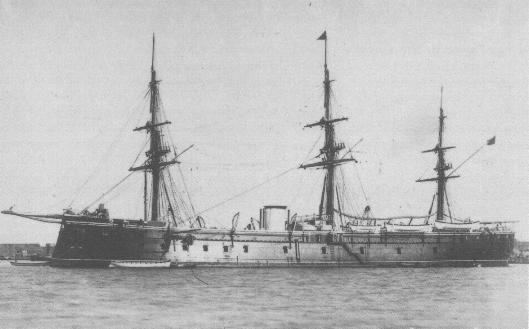
La fregata Numancia, una delle più potenti imbarcazioni inviate dalla Spagna nel Pacifico.

Arrivata a Madrid notizia degli avvenimenti, il governo spagnolo sconfessò l'operato di Salazar e Pinzón, ma decise ugualmente di rafforzare la flotta inviando nel Pacifico le fregate Blanca e Berenguela oltre alla già prevista corvetta Vencedora. In seguito, dopo aver ricevuto informazioni sul fatto che i peruviani stessero armando alcune navi, fu deciso di rinforzare ulteriormente la squadra con l'invio della fregata Villa de Madrid.
Il 19 settembre Pinzón ricevette una lettera dal Ministro della Marina uscente José Manuel Pareja, che lo informava della sua imminente sostituzione al comando della flotta, rilevato dallo stesso Pareja. Il 25 novembre, tuttavia, Pinzón fu testimone dell'incendio della fregata Triunfo, ancorata nella baia di Pisco, dovuto all'azione maldestra di un marinaio che stava lavorando con la trementina; nonostante il prodigarsi dell'intera squadra la nave andò perduta. Il 6 dicembre arrivò Pareja, che aveva viaggiato in incognito dalla Spagna; il giorno successivo il nuovo comandante sostituì Pinzón, mettendosi subito all'opera per risolvere diplomaticamente la questione.
Il 4 febbraio 1865 partì dal porto di Cadice, come ulteriore rinforzo, la fregata blindata Numancia, al comando del capitano di vascello Casto Méndez Núñez, inviata anch'essa nel timore che il Perù fosse riuscito a corazzare le sue due più importanti navi, l'Apurimac e la Loa; nonostante le preoccupazioni che riguardavano la capacità, per un'imbarcazione blindata, di effettuare un viaggio così lungo e pericoloso, la nave arrivò il 13 marzo a Montevideo e, dopo aver attraversato lo stretto di Magellano scortata dal piroscafo Marqués de la Victoria, giunse a Valparaíso il 28 aprile. Informata del fatto che la flotta si trovasse in quel periodo al Callao, raggiunse quest'ultimo porto il 5 maggio 1865.

### Trattato Vivanco-Pareja
Il 24 dicembre 1864, il presidente peruviano Pezet affidò al generale Manuel Ignacio de Vivanco il compito di condurre segretamente trattative con il comandante spagnolo. Un mese dopo si giunse a un accordo: il 27 gennaio 1865 le due parti firmarono a bordo della Villa de Madrid un trattato preliminare di pace che prevedeva l'abbandono delle isole da parte degli spagnoli, mentre i peruviani accettavano l'invio di un ambasciatore a Madrid, l'arrivo di un “Commissario” che investigasse i fatti di Talambo e il pagamento degli indennizzi richiesti dal governo peninsulare e di 3 milioni di pesos a coprire le spese della guerra. Non era previsto ancora il riconoscimento del Perù come repubblica indipendente.
L'opinione pubblica peruviana accolse con indignazione l'accordo. Il trattato fu portato al Congresso per l'approvazione, ma qui trovò una forte opposizione che, al momento del voto, fece mancare il numero legale. Il presidente Pezet fu quindi costretto ad approvare il trattato il 2 febbraio 1865 mediante un semplice decreto. Le isole Chincha furono riconsegnate subito alla sovranità peruviana. Il giorno successivo, però, i marinai spagnoli sbarcati al Callao dovettero affrontare una sollevazione popolare che si rivoltò contro di loro; il tumulto provocò la morte di uno spagnolo.

### Rivoluzione di Arequipa e dittatura di Prado

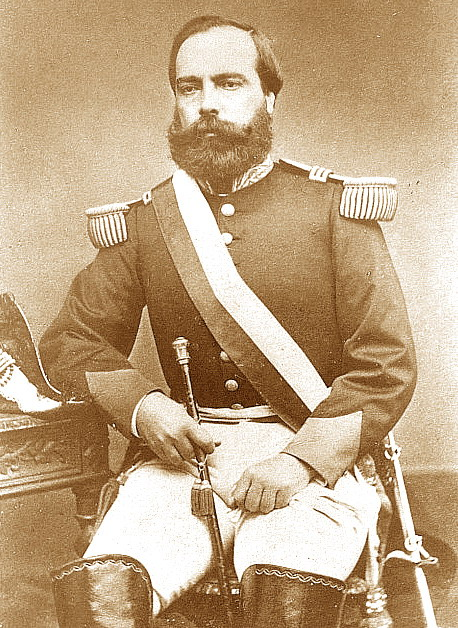
Mariano Ignacio Prado

La firma del trattato provocò un'ondata di proteste popolari nelle città peruviane e una dura opposizione da parte di alcune autorità, alle quali Pezet cercò di rispondere con durezza. L'ex presidente Castilla, che era a capo del Senato, fu arrestato ed esiliato. Il 28 febbraio il colonnello Mariano Ignacio Prado lanciò un pronunciamiento ad Arequipa, al quale aderirono la guarnigione militare e il popolino. La rivoluzione scoppiò con gran velocità: in meno di un mese tutte le più grandi città del Perù meridionale erano sollevate, e anche le truppe inviate via mare a sedare la rivolta passarono con gli insorti. Con loro passò anche il vicepresidente Diez Canseco, che abbandonò Lima. Nella stessa capitale fu sedata il 10 maggio una rivolta da parte della guarnigione posta a guardia del palazzo presidenziale.
Quando sembrò che il governo potesse avere ragione della rivoluzione la rottura diplomatica tra la Spagna e il Cile finì per ridare impulso agli insorti, che marciarono alla fine su Lima. Pezet andò loro incontro il 6 novembre con 10 reggimenti, ma questi si rifiutarono di sparare contro altri soldati peruviani. Il presidente fu così costretto a difendersi con i pochi uomini rimasti fedeli nel centro della città; convinto di non avere più possibilità, con l'aiuto degli stessi capi nemici riuscì alla fine a raggiungere il Callao, dove si rifugiò in una nave inglese.
La rivoluzione portò inizialmente al potere Diez Canseco, che si mostrò cauto nelle relazioni con la Spagna. La pressione dei militari, che avevano promosso il golpe su basi nazionalistiche, spinse però presto alle dimissioni il nuovo presidente, non disposto a cedere alle tentazioni dittatoriali; al suo posto, il 28 novembre prese il potere Mariano Ignacio Prado, che prese il titolo di Jefe Supremo (“Capo Supremo”).

### La posizione del Cile e la dichiarazione di guerra alla Spagna
L'occupazione delle isole Chincha, nel frattempo, aveva scatenato in Cile un'ondata di sentimenti anti-spagnoli alimentata anche da alcuni elementi politici di spicco, alcuni con mire presidenziali (Domingo Santa María, Federico Errázuriz Zañartu, José Victorino Lastarria e Benjamín Vicuña Mackenna tra gli altri), nonostante i due Paesi avessero già chiuso le proprie controversie con un trattato nel 1844. Negli ambienti governativi cileni, inoltre, esisteva ancora la convinzione che la Spagna non avesse del tutto abbandonato le sue aspirazioni coloniali.
Nel settembre del 1864, la flotta spagnola era stata particolarmente svantaggiata dalla decisione, presa dalle autorità cilene, di vietare di rifornire di carbone le navi dei Paesi belligeranti; in una situazione in cui de facto esisteva un conflitto con il Perù, tale decreto privava la flotta peninsulare di porti amici tra Buenos Aires e Panama, mentre Lima avrebbe potuto rifornirsi via terra. A questo si aggiungeva la campagna stampa fortemente diffamatoria verso Madrid intrapresa da alcuni periodici cileni, tra i quali spiccava il San Martín.
Il massimo rappresentante spagnolo a Santiago del Cile, Salvador de Tavira, era riuscito fino a quel momento ad evitare rotture diplomatiche; su impulso di Madrid aveva presentato una lista di richieste di spiegazioni al governo cileno, dichiarandosi soddisfatto della risposta del ministro degli Esteri, Álvaro Covarrubias. Il suo atteggiamento conciliante era però contrastato dall'ammiraglio Pareja, che aveva più volte manifestato sentimenti ostili al Cile, probabilmente a causa del fatto che il padre era morto in quel territorio nel corso della guerra d'indipendenza. Forte dell'accordo vantaggioso ottenuto con il Perù, Pareja fece pressione sul governo spagnolo per ottenere la destituzione di Tavira e fu nominato egli stesso ministro plenipotenziario in Cile. L'ammiraglio spagnolo giunse a Valparaíso il 17 settembre 1865; subito lanciò un ultimatum al governo cileno per ottenere soddisfazione alle proteste già consegnate da Tavira. Dopo aver ricevuto una risposta ferma da parte di Covarrubias, che spiegava di aver già fornito spiegazioni, Pareja lanciò un secondo ultimatum lasciando al Cile 48 ore di tempo per dare soddisfazione alla Spagna, pagando un forte indennizzo. Per tutta risposta il Cile dichiarò la guerra alla Spagna il 24 settembre; la flotta spagnola decretò subito il blocco navale dei porti cileni.

## Sviluppo della guerra

### Blocco navale delle coste cilene ed entrata in guerra del Perù

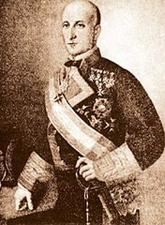
José Manuel Pareja

Il blocco decretato da Pareja si rivelò subito di difficile attuazione: con sole otto unità la flotta spagnola doveva controllare un grande numero di porti, distribuiti su migliaia di chilometri di costa. La potenza di fuoco spagnola, che contava 200 cannoni, era comunque soverchiante rispetto alle forze che poteva mettere in campo il Cile, che contava due sole navi da guerra: la Esmeralda, sulla quale erano imbarcati 16 cannoni di piccolo calibro, e la nave mercantile Maipú, equipaggiata con quattro pezzi
Dopo il difficile inizio delle operazioni, Pareja si risolse a tenere bloccati i soli porti principali di Valparaíso, Caldera, Coquimbo e quelli presenti nella baia di Concepción (Talcahuano, Tomé e Penco). La Numancia e il Marqués de la Victoria rimasero ad incrociare al largo del Callao, dove la prima effettuò alcune ricognizioni alla ricerca delle due navi da guerra cilene Esmeralda e Maipú; queste ultime erano salpate da Valparaíso al comando di Juan Williams Rebolledo il 18 settembre, prima della dichiarazione di guerra, senza essere bloccate dalla flotta spagnola. Le autorità cilene inoltre fecero smontare i cannoni dai forti dello stesso porto, lasciando in tal modo Valparaíso indifesa nella speranza che un attacco nemico sarebbe stato impedito dalle imbarcazioni neutrali, che appartenevano a Paesi che avevano merce di grande valore stipata nei magazzini.

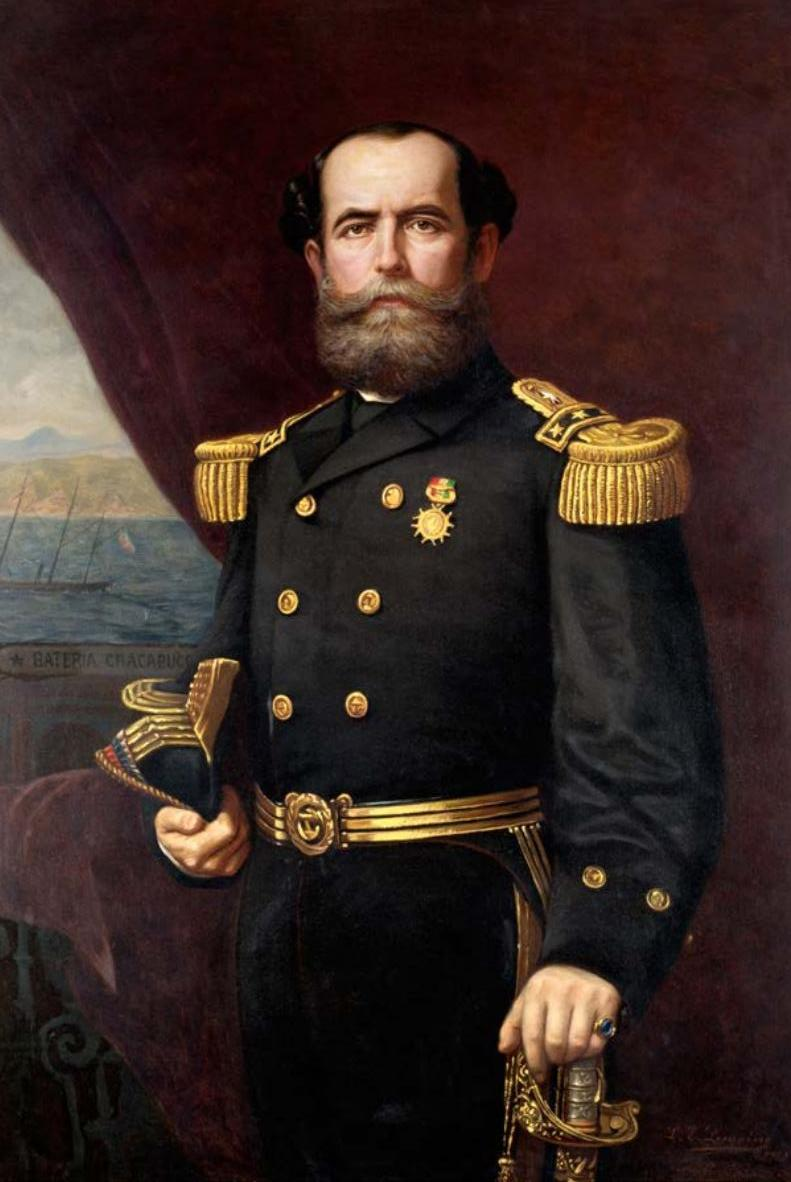
Juan Williams Rebolledo

Ricorrendo ad un espediente già usato nella sua guerra d'indipendenza, il Cile autorizzò inoltre i suoi rappresentanti all'estero ad emettere patenti di corsa; la Dichiarazione di Parigi del 1856 aveva dichiarato illegale il reclutamento di corsari, ma il fatto che la Spagna non figurasse tra i firmatari fu usato come giustificazione alla decisione cilena. La misura aveva provocato un forte allarme sulle stesse coste spagnole.
Il 23 ottobre si verificò uno scontro nel porto di Valparaíso tra i marinai sbarcati da alcune scialuppe spagnole e le forze a terra cilene, conclusosi con la morte di un marinaio. Pochi giorni dopo, a Caldera, il brigantino Tongoy, catturato precedentemente dagli spagnoli, fece prigioniero l'equipaggio cileno di una barca che avvicinava le imbarcazioni neutrali per indicare loro porti secondari sfuggiti dal blocco navale. Nella baia di Concepción, invece, una scialuppa della Resolución che era stata armata con due cannoni fu catturata dal rimorchiatore cileno Independencia che si era lasciato avvicinare fingendo la resa.
Nel frattempo la corvetta Esmeralda, che era salpata nel tentativo di unirsi alla flotta peruviana, era tornata in Cile senza che Williams fosse riuscito a coinvolgere gli alleati; eludendo il blocco, si era rifugiata nel porto di Lota, dove aveva ricevuto rifornimento e riparazioni. Facendo rotta verso nord, cercò di separare la Vencedora dalla Villa de Madrid di fronte a Valparaíso, ma la goletta spagnola, convinta si trattasse di un'imbarcazione neutrale, abbandonò presto la caccia. Informato dal piroscafo britannico Valparaíso del fatto che si stava avvicinando la Covadonga, Williams issò la bandiera britannica e lasciò avvicinare la nave nemica; quando fu a distanza vantaggiosa la attaccò di sorpresa. Dopo cinquanta minuti, la battaglia di Papudo si risolse con la resa spagnola. I cileni si impossessarono in tal modo della Covadonga, che divenne la loro più potente nave da guerra.

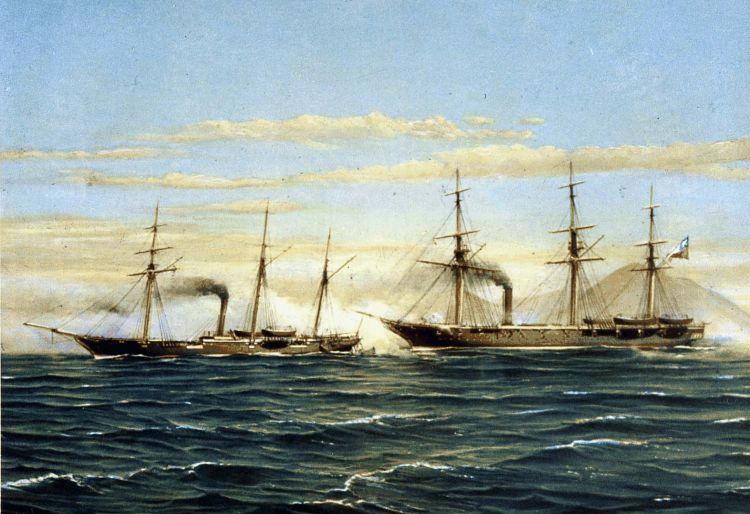
La battaglia navale di Papudo, olio di Thomas Somerscales.

 Pareja venne a conoscenza della perdita della Covadonga solo due giorni dopo il fatto, informato dal console statunitense. Il giorno successivo, l'ammiraglio spagnolo si suicidò, lasciando disposizione di non essere sepolto in acque cilene.
Nel frattempo in Perù era caduta la presidenza di Diez Canseco, sostituito da Mariano Ignacio Prado, che, nonostante fosse arrivato al potere con proclami bellicosi, procrastinò per alcune settimane la notifica del cambiamento di governo al corpo diplomatico straniero, tenendo in tal modo in sospeso i rapporti con il rappresentante spagnolo; quest'ultimo fu costretto ad abbandonare Lima il 21 dicembre, pochi giorni dopo la rottura ufficiale dei rapporti diplomatici. Nel frattempo erano salpate dal porto del Callao le navi da guerra peruviane Apurímac e Amazonas, con l'indicazione di unirsi alle imbarcazioni cilene per partecipare alle operazioni di guerra; lo stato di guerra non dichiarata aveva impedito a Méndez Núñez, che incrociava al largo con la Numancia, di intercettare le due navi. Venuto a conoscenza della morte di Pareja, che lo elevava al comando dell'intera flotta spagnola, lo stesso Méndez Núñez decise di concentrare il blocco sul porto di Valparaíso, dove erano immagazzinate le uniche scorte di carbone e di viveri disponibili, e su quello di Caldera.
Cile e Perù firmarono un trattato di alleanza il 13 gennaio 1866; il giorno successivo, il Perù dichiarò guerra alla Spagna, seguito pochi giorni dopo dai governi di Ecuador e Bolivia. La flotta alleata si riunì nell'arcipelago di Chiloé, creando una postazione navale tra l'estuario del Chayahué e l'isola di Abtao, nel canale di Chacao. Il posto scelto era difficilmente accessibile ad un eventuale attacco nemico, ma creava notevoli problemi di navigazione e di logistica agli stessi difensori: la corvetta peruviana Amazonas urtò gli scogli e andò a fondo, permettendo solo il recupero di parte della sua artiglieria, che fu redistribuita tra le altre navi e le postazioni a terra. Al comando fu posto Williams Rebolledo, che era l'ufficiale più alto in grado del Paese nelle cui acque si trovava la flotta. La Covadonga fu mandata ad intercettare nelle acque del sud il mercantile spagnolo San Quintín, che portava approvvigionamenti e truppe di rinforzo alla flotta di Méndez Núñez, ma tornò alla postazione navale il 4 febbraio dopo aver incontrato solo imbarcazioni neutrali.

### Battaglia di Abtao
Il 21 gennaio 1866 salparono al comando del capitano di vascello Claudio Alvargonzález da Valparaíso le fregate spagnole Villa de Madrid e Blanca, dirette alle Isole Juan Fernández, dove non incontrarono imbarcazioni nemiche; le navi proseguirono il loro viaggio verso l'isola di Chiloé, che avvistarono il 4 febbraio. Nei giorni successivi effettuarono una ricognizione del lato orientale dell'isola, senza trovare traccia della flotta alleata. La Blanca si diresse quindi in direzione di Calbuco, dopo che gli spagnoli erano venuti a conoscenza del naufragio della Amazonas; in breve tempo scoprì il relitto della fregata peruviana. Le due imbarcazioni spagnole proseguirono quindi in direzione dell'isola di Abtao, trovandosi di fronte il pomeriggio del 7 febbraio la flotta alleata in assetto da battaglia.

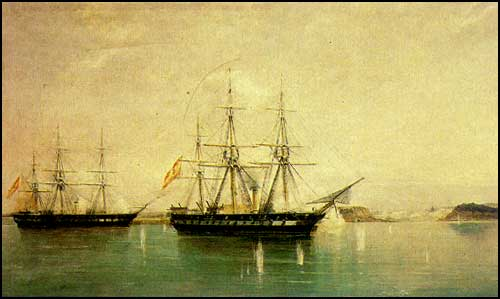
Le fregate spagnole Villa de Madrid e Blanca durante la battaglia di Abtao.

Nelle file di quest'ultima era assente Williams Rebolledo, partito due giorni prima per Ancud alla ricerca di approvvigionamenti; il comando era stato preso dal capitano peruviano Manuel Villar Olivera, giunto da poco a bordo della América, che con un'altra corvetta, la Unión, era partita dal Callao per rinforzare la squadra navale. La flotta alleata era stata allertata dell'arrivo del nemico, e si era schierata con tutti i cannoni puntati contro le imbarcazioni in arrivo. Alle quattro di pomeriggio, con le fregate spagnole ad una distanza di tre chilometri, la Apurímac scatenò il fuoco contro la Blanca; la goletta cilena Covadonga tentò di rimorchiare la América, sulla quale si erano allentati gli ormeggi, e portarla più al sicuro; fallita una prima manovra, il suo comandante, Manuel Thomson, decise di abbandonare il tentativo e di puntare contro la Blanca con una rotta parallela alla costa che gli avrebbe permesso di scaricare i suoi cannoni contro il nemico facendo passare i proiettili sopra l'isola di Abtao. La fregata spagnola aveva calato in acqua tutte le sue scialuppe ed era coricata sul lato di dritta, tanto che il capitano cileno della Covadonga la credette incagliata. Avvicinatosi per assestare il tiro, scoprì però che la Blanca era ancora in grado di manovrare e di rispondere al fuoco contro la goletta cilena, che si trovò in difficoltà a manovrare a sua volta a causa della vicinanza della costa.
Alla fregata spagnola in difficoltà venne presto in soccorso la Villa de Madrid, che aprì anch'essa il fuoco contro la squadra navale alleata, permettendo in tal modo alla Blanca di tamponare una falla apertasi a filo d'acqua. Al calare della sera le due navi spagnole riuscirono ad allontanarsi dal luogo. La battaglia di Abtao era durata due ore, nelle quali le imbarcazioni si erano scambiate 1500 colpi circa. La flotta alleata lamentò un bilancio finale di due morti e un ferito, mentre da parte spagnola furono denunciati nel bollettino ufficiale 9 feriti in tutto.

### Seconda spedizione spagnola a Chiloé

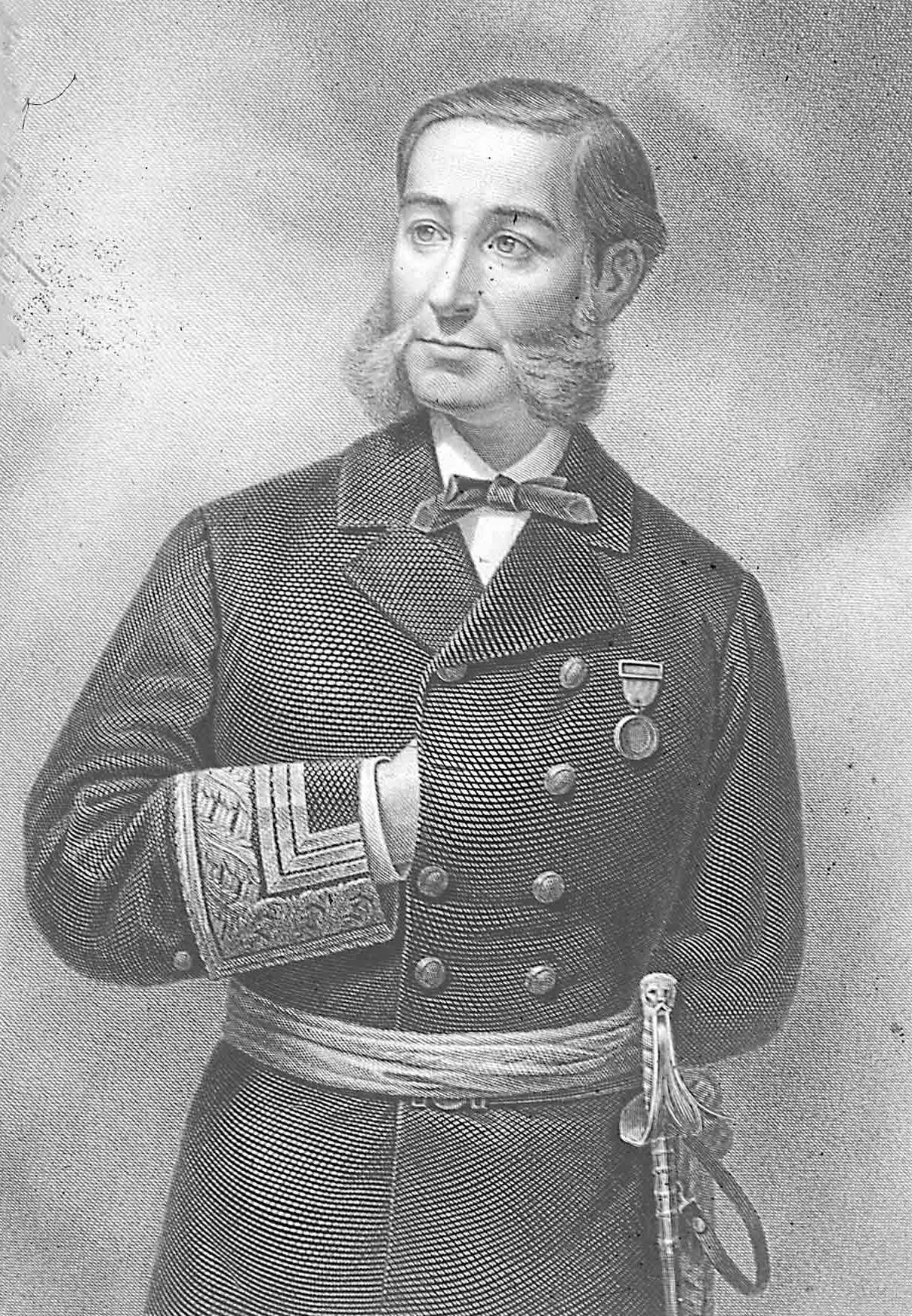
Casto Méndez Núñez

Le due fregate spagnole, sfuggite allo scontro, riuscirono ad attraccare a Valparaíso il 15 febbraio 1866. Méndez Núñez, che aveva nel frattempo tolto anche il blocco navale al porto di Caldera e distrutto le imbarcazioni catturate perché non fossero di impaccio alle manovre, decise subito di muovere contro la flotta nemica con la più potente delle navi spagnole, la fregata blindata Numancia. Con la Blanca di scorta, salpò il 17 febbraio verso l'arcipelago di Chiloé, dove arrivò undici giorni dopo in mezzo ad una fitta nebbia; il giorno successivo, le fregate spagnole attraccarono a Puerto Oscuro, nei pressi di alcuni rilievi boscosi.
La mattina del 2 marzo, quando stavano levando le ancore, le due navi furono bersaglio del fuoco di 200 soldati cileni abbarbicati sulla scogliera. La Blanca rispose al fuoco sparando con i suoi cannoni verso le alture, facendo disperdere i fucilieri nemici. Nei giorni successivi, Méndez Núñez ordinò di esplorare l'arcipelago alla ricerca della flotta nemica, che nel frattempo Williams Rebolledo aveva fatto spostare a Huite, all'interno di un'insenatura più facilmente difendibile, della quale aveva inoltre fatto ostruire e fortificare l'unico accesso. Giudicando troppo rischioso proseguire, Méndez Núñez decise di tornare a Valparaíso. Durante la navigazione gli spagnoli incrociarono un'imbarcazione sospetta, alla quale diedero la caccia nonostante questa issasse una bandiera britannica; una volta abbordata, questa si rivelò essere il piroscafo cileno Paquete del Maule, che trasportava 126 tra soldati e marinai nemici, tutti presi prigionieri.

### Bombardamento di Valparaíso
Méndez Núñez era tornato a Valparaíso con le sue navi convinto di non potere essere in grado di attaccare la flotta alleata; il tempo, inoltre, avrebbe potuto favorire il Cile e soprattutto il Perù, che aspettava l'arrivo di due corazzate fatte costruire in Inghilterra, la Huáscar e la Independencia, che avrebbero cambiato risolutamente l'equilibrio delle forze in campo. Il comandante spagnolo ricevette dal suo governo l'ordine di intraprendere azioni di rappresaglia per la perdita della Covadonga e di lasciare in seguito il Pacifico.
Nel porto erano presenti una squadra navale statunitense, comandata dal commodoro John Rodgers, ed una britannica agli ordini del contrammiraglio Denman. I due militari iniziarono subito una serie di incontri con Méndez Núñez, allo scopo di far cessare le ostilità e salvaguardare in tal modo gli interessi mercantili dei due Paesi neutrali. Alle discussioni partecipò anche l'ambasciatore statunitense, il generale Judson Kilpatrick, che propose un cessate il fuoco seguito da un reciproco riconoscimento alle bandiere di Cile e Spagna. Il comandante spagnolo dettò le sue condizioni, che prevedevano da parte cilena il ripristino dei precedenti trattati e la restituzione della Covadonga, mentre gli spagnoli avrebbero restituito le imbarcazioni catturate in mare comprese di uomini e beni contenuti in esse; l'intesa avrebbe dovuto essere suggellata con una serie di colpi sparati dalla fortezza cilena, ai quali avrebbero dovuto rispondere le navi sotto il suo comando. Nel caso non avesse ricevuto risposta alle sue richieste entro il 27 marzo, Méndez Núñez dichiarò che avrebbe bombardato Valparaíso, rimanendo fermo nel suo proposito anche di fronte all'eventualità di un intervento da parte delle navi statunitensi e britanniche. In una nota inviata al suo governo il comandante spagnolo scrisse una frase divenuta celebre: "Meglio l'onore senza navi che le navi senza onore".

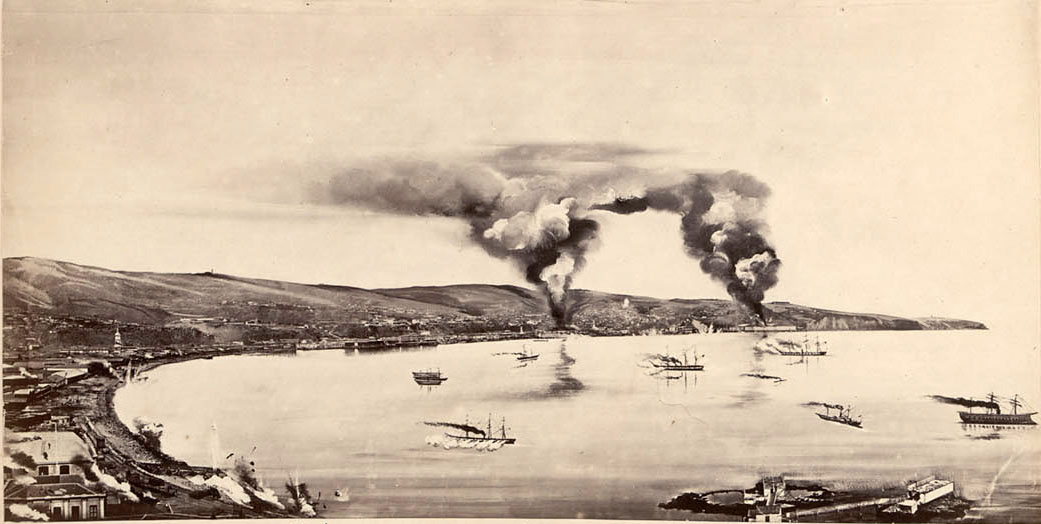
Il bombardamento di Valparaíso

Kilpatrick portò le richieste spagnole al ministro degli affari esteri cileno, Álvaro Covarrubias Ortúzar, che però giudicò troppo esiguo il tempo concesso per la risposta, che avrebbe dovuto essere concordata con i Paesi alleati. Scaduto l'ultimatum, il 27 marzo Méndez Núñez inviò al governo di Santiago una comunicazione nella quale manifestava la decisione di bombardare la città il 31 marzo, non avendo ricevuto soddisfazione alle richieste del governo spagnolo. Nonostante il preavviso, buona parte della popolazione civile non abbandonò la città, ma si concentrò nelle vicinanze dei magazzini per evitare che i marinai stranieri trasferissero le merci lì stipate; in tal modo sperava che le diverse navi da guerra neutrali presenti nel porto agissero in modo da evitare il bombardamento. Il governatore militare del porto intanto fece smantellare anche i pochi cannoni presenti, in modo da non fornire alcuna giustificazione alla mossa degli spagnoli.
Nonostante i segnali inequivocabili di preparazione al combattimento da parte della squadra navale statunitense e di quella britannica, all'avvicinarsi del giorno stabilito per l'azione bellica Denman e Rodgers si astennero dall'intervenire. Alle 8 di mattina del 31 marzo, mentre le navi dei paesi neutrali abbandonavano il porto, la Numancia sparò due colpi per avvertire che il bombardamento sarebbe iniziato nel giro di un'ora; la popolazione abbandonò la città, dove rimase una guarnigione militare, con il compito di mantenere l'ordine e di impedire uno sbarco nemico. Alle nove e un quarto le navi Villa de Madrid, Blanca, Vencedora e Resolución aprirono il fuoco contro i magazzini e la ferrovia; a mezzogiorno Méndez Núñez fece cessare il bombardamento. Il fuoco fu estinto nella restante parte della giornata dalle squadre di pompieri di Santiago e Valparaíso.
L'azione provocò la morte di due persone e il ferimento di altre due. Un'immediata stima effettuata dalle autorità cilene stabilì un ammontare di danni per quasi 15000 pesos; più della metà di essi riguardava merce di proprietà francese.

### Battaglia del Callao
Dopo aver stazionato due settimane nel porto di Valparaíso, Méndez Núñez salpò verso il Callao dopo aver bruciato le imbarcazioni catturate. Arrivato il 27 aprile 1866 di fronte alla piazza fortificata, subito il comandante spagnolo manifestò all'intero corpo diplomatico presente l'intenzione di bombardare il porto allo scadere del quarto giorno; questo lasso di tempo fu impiegato dal governo peruviano per rafforzare le batterie del forte e dislocare in modo conveniente le proprie truppe.

Il 2 maggio la flotta spagnola si schierò in formazione davanti al porto peruviano. La difesa disponeva di un numero compreso tra i 50 e gli 80 cannoni, alcuni di essi di grande calibro (gli Armstrong da 300 libbre e i Blakely da 450 libbre); nelle acque erano state disseminate numerose mine, collegate a terra tramite cavi elettrici e pronte ad essere esplose. La flotta attaccante disponeva di 245 cannoni di piccolo calibro (la cui effettività era però ridotta alla metà, dal momento che il bombardamento della costa può essere eseguito solo da un lato); quasi tutte le navi erano costruite in legno, ed offrivano perciò una difesa particolarmente debole ai colpi dell'artiglieria moderna. La stessa Numancia, unica imbarcazione corazzata, era dotata di una blindatura insufficiente a resistere ai colpi dei cannoni dispiegati dai peruviani.

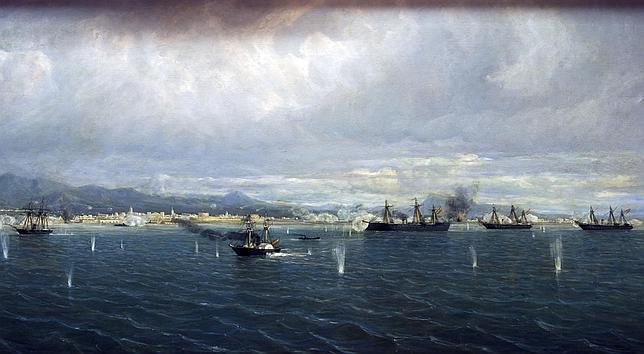
Il bombardamento del Callao, olio su tela di Rafael Monleón y Torres, Museo Naval de Madrid.

Alle 11:50 la Numancia ruppe le ostilità; subito le risposero le batterie costiere. Presto fu colpita la fregata Villa de Madrid, che fu costretta ad essere rimorchiata dalla Vencedora per allontanarsi dalla linea del fuoco; l'esplosione mise fuori combattimento 35 uomini, la metà dei quali perse la vita. La Numancia, che nel frattempo si era avvicinata alle coste evitando le mine, si incagliò nel fondo fangoso e ricevette una scarica di proiettili; uno di essi colpì lo stesso Méndez Núñez, che qualche minuto dopo fu costretto per le ferite a cedere il comando al suo secondo, Miguel Lobo. Dopo poco più di un'ora, un colpo sparato dalla fregata Blanca distrusse la torre fortificata di La Merced, causando la morte di 40 persone, tra le quali lo stesso ministro della guerra peruviano, José Gálvez Egusquiza. L'artiglieria peruviana colpì ripetutamente la Almansa, causando la morte di 13 membri dell'equipaggio, e la Berenguela, costringendo quest'ultima ad abbandonare i combattimenti. Da parte loro, le cannonate spagnole causarono danni e vittime presso diverse fortezze costiere.
All'avvicinarsi del tramonto, mentre si alzava la nebbia e dalla costa peruviana rispondevano al fuoco ormai solo le batterie del forte di Santa Rosa, la Numancia lanciò il segnale di ritiro; la flotta spagnola si rifugiò sull'isola di San Lorenzo. La giornata di battaglia causò in totale la morte di 43 persone e il ferimento di altre 151 tra i 3200 marinai spagnoli; nell'altro schieramento le perdite ammontarono a circa 200 persone.
Dopo aver riparato i danni, il 10 maggio 1866 le imbarcazioni spagnole salparono dal loro rifugio e si divisero in due gruppi: le fregate Numancia, Bereguela e Mataura, la goletta Vencedora e i piroscafi Marqués de la Victoria e Uncle-Sam (quest'ultimo comprato a Panama prima del bombardamento di Valparaíso) presero la via per le Filippine, mentre le fregate Almansa, Villa de Madrid, Resolución e Blanca furono condotte dallo stesso Méndez Núñez a Rio de Janeiro attraverso Capo Horn. Il primo gruppo arrivò a Manila tra settembre e ottobre, dopo aver fatto scalo a Tahiti, con numerosi marinai colpiti da un'epidemia di scorbuto. Ancora più devastanti furono gli effetti della malattia sui membri d'equipaggio delle imbarcazioni appartenenti al secondo gruppo: dopo una travagliata navigazione queste giunsero a Rio de Janeiro contando un altissimo numero di morti e di infermi. La Villa de Madrid, la Resolución e la Blanca furono presto richiamate in patria, mentre Méndez Nuñez rimase sulla costa atlantica sudamericana scortando con la Almansa le navi mercantili spagnole in navigazione nella zona, in attesa dell'arrivo delle fregate Navas de Tolosa e Concepción.

### Conclusione del conflitto
Terminata la battaglia del Callao, entrambe le parti in causa proclamarono la propria vittoria. L'esito del combattimento fu festeggiato in Perù e in Cile, il cui governo promosse il presidente peruviano Mariano Ignacio Prado al grado di generale del proprio esercito. Il Congresso peruviano, da parte sua, proibì il 25 maggio al governo di iniziare trattative di pace senza prima esserne informato.
La proposta statunitense di convocare una conferenza di pace a Washington nell'aprile del 1867 fu rifiutata dal Perù, mentre il Cile pose condizioni irricevibili da parte della Spagna. Nel 1868 si giunse ad un primo accordo tra cileni e spagnoli, tra le proteste peruviane, che permise alle autorità britanniche di lasciare salpare dai propri porti le corvette cilene O' Higgins e Chacabuco e le fregate spagnole Victoria e Arapiles. Lo stesso anno, il governo di Washington rinnovò la proposta di discutere la pace, che fu stavolta accolta anche dal nuovo presidente peruviano José Balta; l'11 aprile 1871 i rappresentanti della quadruplice alleanza e quelli spagnoli firmarono un armistizio di durata indefinita. La pace definitiva tra Perù e Spagna fu firmata a Parigi il 14 agosto 1879, mentre quella tra Spagna e Cile fu siglata a Lima, allora occupata dall'esercito cileno, il 12 giugno 1883.

## Conseguenze

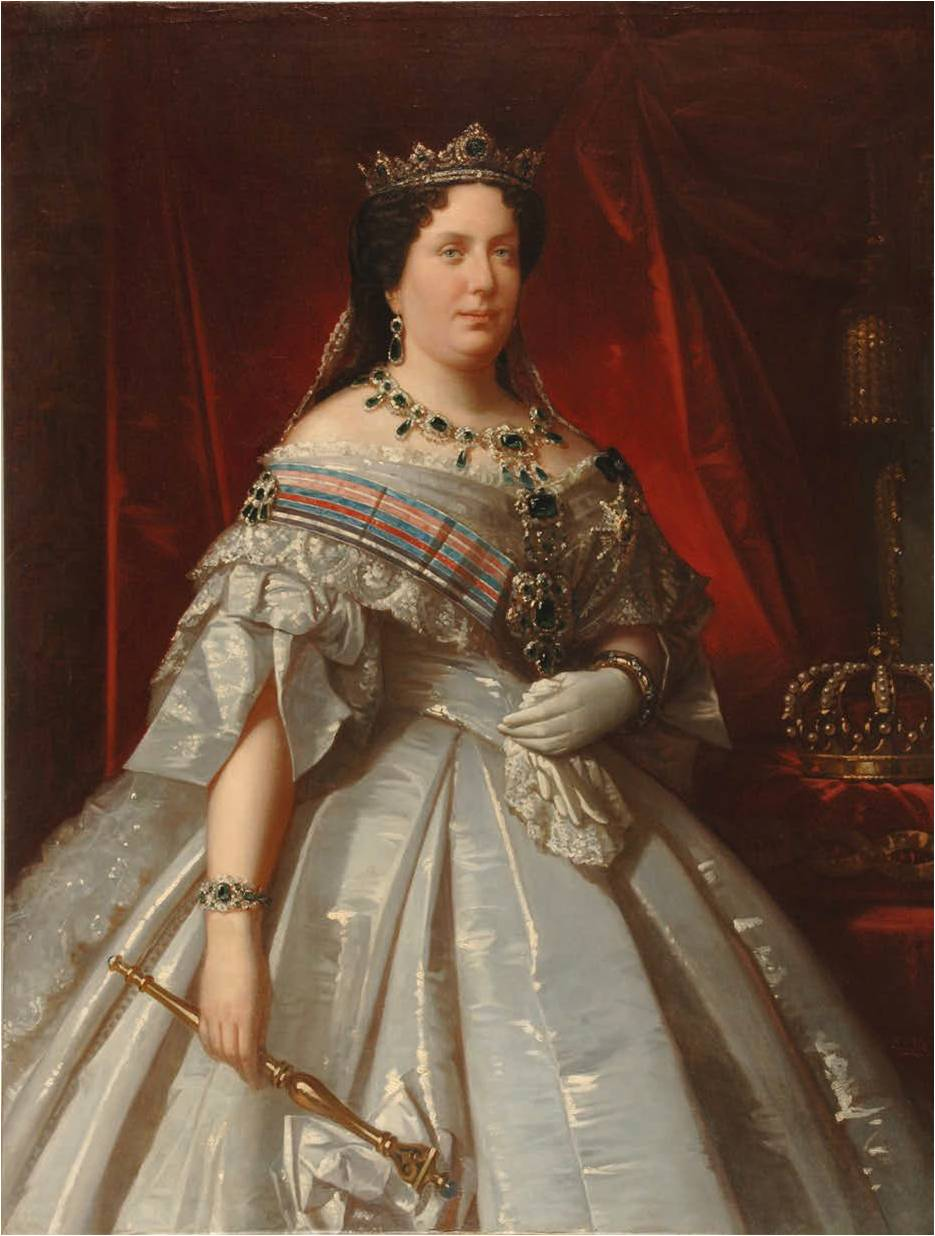
Isabella II di Spagna, ritratto di Luis de Madrazo y Kuntz.

La temporanea difficoltà nell'estrazione di guano e le spese affrontate per allestire navi da guerra provocarono gravi conseguenze economiche in Perù: il governo, che si era finanziato attraverso anticipi forniti da operatori nel commercio del guano e prestiti di matrice britannica, si trovò ad affrontare un enorme aumento del debito pubblico e a imporre nuove tasse sulle proprietà e sulle rendite. Le finanze statali entrarono in bancarotta e, a partire dal 1876, il governo cessò di pagare i debiti. Anche il Cile soffrì gravi contraccolpi economici dalla guerra: il suo principale porto fu distrutto, le casse statali furono svuotate e furono quasi interamente smantellate la flotta mercantile e la marina da guerra. Tuttavia la classe dirigente cilena si rese conto della necessità di rafforzare in fretta la propria potenza navale, in modo da tener testa alle eventuali mire peruviane, e ordinò in Inghilterra la costruzione di due nuove corazzate, la Blanco e la Cochrane. La conclusione della guerra con la Spagna fece presto riemergere le dispute di confine tra i Paesi sudamericani, in particolare quelle pendenti da tempo tra Bolivia e Cile, portando nel giro di pochi anni allo scoppio della guerra del Pacifico.
In Spagna, la politica estera dispendiosa di O' Donnell aveva peggiorato sensibilmente i conti pubblici. Il crollo delle esportazioni e degli investimenti esteri, oltre alla siccità che aveva colpito i raccolti del 1866 e del 1867, portarono il Paese al collasso. Le pulsioni conservatrici di Isabella II innescarono una serie di reazioni che portarono due anni dopo, nel settembre del 1868, al trionfo della rivoluzione e alla detronizzazione della stessa regina.